# Cantharis nigricans
Espèce
Cantharis nigricans est une espèce d'insectes coléoptères de la famille des Cantharidae que l'on rencontre depuis la France, les îles Britanniques, en Europe centrale, jusqu'en Russie.